# Haras de Grandcamp
Haras de Grandcamp（グランシャン牧場）はフランスノルマンディートルーンにある競走馬の生産及び種牡馬の繋養を行う牧場である。

## 主な繋養種牡馬
- Big Rock
- Zagrey

## 過去の繋養種牡馬
- ダビルシム
- マーティンボロ(JPN・2017年より繋養)
- シャマルガン
- ローマン
- Chemical Charge
- Van Beethoven
- サンデーブレイク(JPN)
- アメリカンデビル(USA)
- ドリームアヘッド(IRE)
- エヴァシヴ
- ザンジバル